# جورج اشنایدرمن
جورج اشنایدرمن (انگلیسی: George Schneiderman؛ ۲۰ سپتامبر ۱۸۹۴ – ۱۹ نوامبر ۱۹۶۴) فیلم‌بردار اهل ایالات متحده آمریکا بود. او در طول زندگی حرفه‌ای‌اش در بیش از ۸۰ تولید مشغول به کار بود و به‌خاطر کارش برای شرکت فاکس فیلم شناخته می‌شود.

## فیلم‌شناسی
- داستان دو شهر (۱۹۱۷)
- کلئوپاترا (۱۹۱۷)
- سیل جانزتاون (۱۹۲۶)
- گلادیاتور (۱۹۳۸)
- داستان دو شهر (۱۹۱۷)
- ۳ مرد بد (۱۹۲۶)
- اورینت اکسپرس (۱۹۳۴)